# Oye-Plage
Oye-Plage (Ooie en neerlandés) es una comuna francesa, situada en el departamento de Pas-de-Calais, en la región Nord-Pas-de-Calais. Es la comuna más extensa de todo el departamento.

## Situación
Oye-Plage se encuentra en el extremo nororiental del departamento de Pas-de-Calais, siendo una localidad fronteriza con el departamento vecino de Nord. Se encuentra en una vasta llanura, entre las ciudades de Calais y Gravelines.
Oye-Plage disfruta de una posición privilegiada. Además de encontrarse muy cerca de Bélgica, los Países Bajos y el Reino Unido, está muy bien comunicada gracias a las importantes autopistas A16, A25 y A26, próximas a la ciudad.

## Administración
Oye-Plage forma parte del cantón de Audruicq, que a su vez forma parte del arrondissement de Saint-Omer. Desde 2008, el alcalde de la ciudad es Olivier Majewicz.

## Historia
Oye-Plage aparece por primera vez en la historia con la llegada de los normandos en el año 879, que se establecieron para preparar su invasión de Morinie. En aquel tiempo, Oye-Plage era una isla que quedaba separada de la tierra firme según subía la marea.
Con la llegada de los tiempos feudales, Oye-Plage perteneció al conde de Boulogne hasta 1259 y al conde de Artois hasta 1346. Desde entonces y hasta 1558, pasó a ser una posesión inglesa, y a partir de ese año volvió a dominio francés. La torre de la iglesia actual, restaurada en 1953, es uno de los vestigios de la ocupación inglesa.
El 6 de julio de 1439 tuvo lugar en el antiguo castillo de Oye-Plage una conferencia entre ingleses y franceses con el objetivo de encontrar un final a la Guerra de los Cien Años. Esta reunión no tuvo éxito y el conflicto se alargó hasta 1453.

## Lugares y monumentos

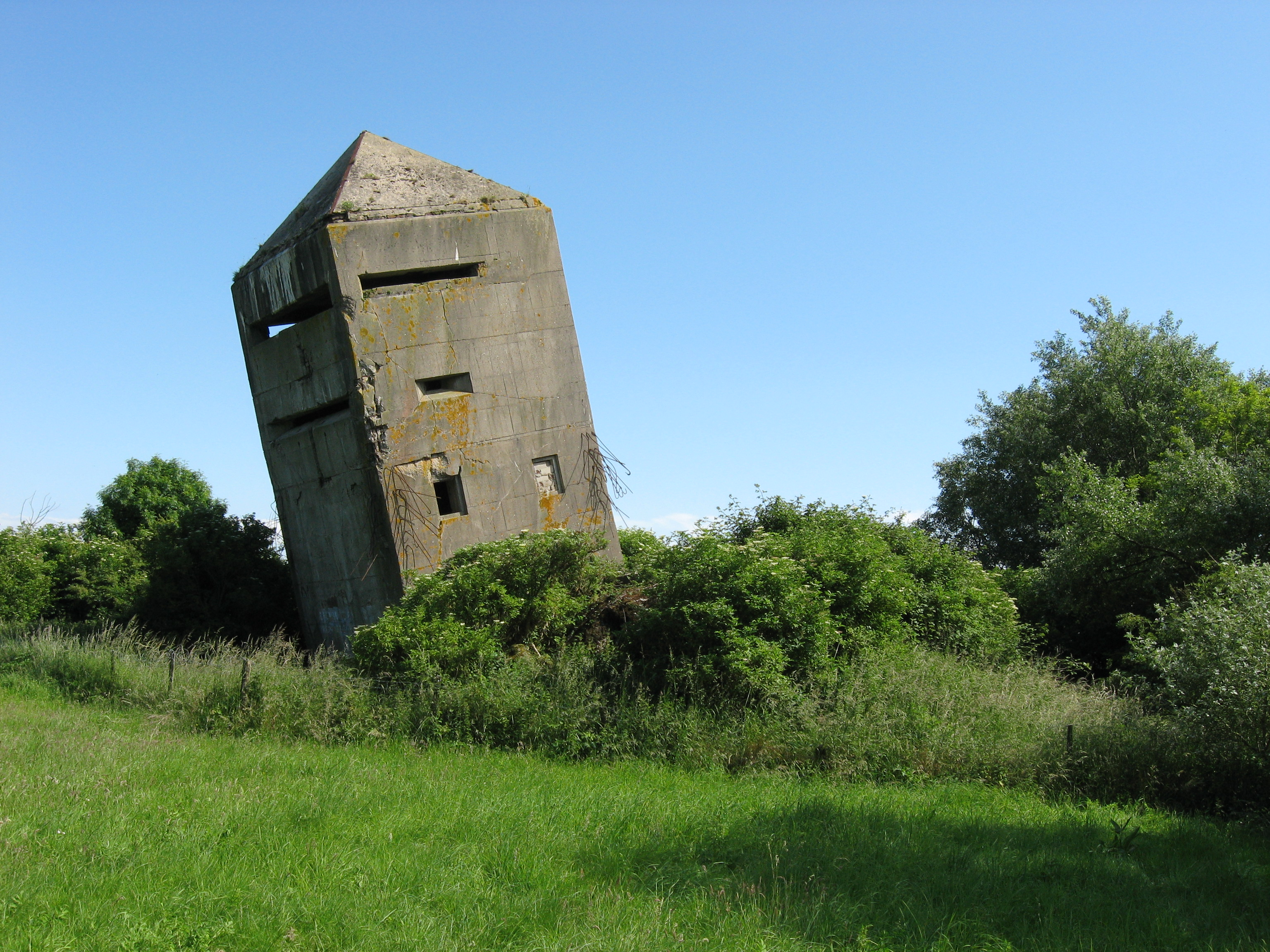
La Tour Penchée

- La Tour Penchée (La Torre Inclinada): se trata de una blockhaus construida con forma de campanario, construida por los alemanes durante la Segunda Guerra Mundial con el objetivo de engañar a los aviadores ingleses que venían a bombardear las líneas alemanas; este falso campanario podía confundirse con el de la ciudad, unos cuantos de kilómetros más al sur. Después del fin de la guerra, se intentó derribar este edificio por medio de explosivos, pero no se consiguió hacerlo. Después de estas tentativas, la torre quedó inclinada en un ángulo de unos 20º, cosa que le da su nombre.
- La reserva ornitológica: una gran parte de las dunas de la playa es zona protegida. La reserva puede visitarse con o sin guía.
- La playa, que mide unos 9 kilómetros de longitud.

## Deportes
La ciudad cuenta con equipos de hasta catorce deportes diferentes, con la asociación atlética de Oye-Plage j'y cours y la asociación de gimnasia GRS Oye-Plage como representantes más importantes del deporte de Oye-Plage. El acontecimiento deportivo más importante es una carrera a pie organizada cada año en el mes de marzo.

## Localidades hermanadas
Oye-Plage está hermanada con el pueblo inglés de Capel-le-Ferne, en el condado de Kent, desde el año 1992. Actualmente se está trabajando en una segunda hermandad con una ciudad española.